# Lijst van golfbanen in Nederland
Dit is een lijst van golfclubs en golfbanen in Nederland die aangesloten zijn bij de Koninklijke Nederlandse Golf Federatie.

## Uitleg
Nummers
De NGF heeft de clubs een nummer gegeven. Banen met een laag nummer hebben een A- of B-status (kolom S). Nummer 400 en hoger hebben meestal een andere status, dit kan in de loop van het jaar veranderen, de lijst is tot 1 januari 2013 bijgewerkt.
Golfschool
In de kolom GOLFSCHOOL wordt aangegeven sinds welk jaar PGA Holland de golfschool erkend heeft. De eerste clubs werden in 2011 erkend. Er zijn in Nederland 50 erkende golfscholen (januari 2013).

## Drenthe
| Nr.                 | S                | Golfbaan          | Golfclub                       | Locatie          | Golfschool       | Bijzonderheden   |
| 18 holes of meer    | 18 holes of meer | 18 holes of meer  | 18 holes of meer               | 18 holes of meer | 18 holes of meer | 18 holes of meer |
| ------------------- | ---------------- | ----------------- | ------------------------------ | ---------------- | ---------------- | ---------------- |
|                     |                  |                   | Drentsche Golf & Country Club  | Zeijerveen       |                  |                  |
| 404                 | Q                |                   | Golfparc Sandur                | Emmen            | 2012             |                  |
| 22                  | A                |                   | Drentse Golfclub De Gelpenberg | Aalden           |                  |                  |
| 63                  | A                |                   | Golfclub Havelte               | Havelte          |                  |                  |
| 95                  | A                |                   | Golfclub Martensplek           | Tiendeveen       |                  |                  |
| 64                  | A                |                   | Golfclub de Semslanden         | Gasselternijveen |                  |                  |
| 405                 | A                |                   | Golfpark Exloo                 | Exloo            | ja               |                  |
| 784                 | A                |                   | Country Golf Ees               | Ees              |                  |                  |
| Minder dan 18 holes |                  |                   |                                |                  |                  |                  |
| 417                 | C                | Green Meet*s Golf |                                | Erica            |                  |                  |
| 39                  | A                |                   | Golfclub Holthuizen            | Roden            |                  |                  |

## Flevoland
| Nr.              | S                | Golfbaan            | Golfclub                        | Locatie          | Golfschool       | Bijzonderheden               |
| 18 holes of meer | 18 holes of meer | 18 holes of meer    | 18 holes of meer                | 18 holes of meer | 18 holes of meer | 18 holes of meer             |
| ---------------- | ---------------- | ------------------- | ------------------------------- | ---------------- | ---------------- | ---------------------------- |
|                  |                  |                     | Golf & Countryclub Buitenhof    | Lelystad         |                  |                              |
| 46               | A                |                     | Golfclub Almeerderhout          | Almere           | ja               |                              |
| 118              | A                |                     | Golfclub Dorhout Mees           | Biddinghuizen    |                  |                              |
| 112              | A                |                     | Golfclub Golfresidentie Dronten | Dronten          | ja               |                              |
| 736              | C                |                     | Openbare Golfclub Dronten OGD   | Dronten          | nee              |                              |
| 158              | A                |                     | Golfclub Emmeloord              | Emmeloord        |                  |                              |
| 72               | A                |                     | Golfclub Flevoland              | Lelystad         | ja               |                              |
| 84               | A                | Golf4All Harderwijk | Golfclub Harderwold             | Zeewolde         | ja               | voorheen Golfbaan Harderwold |
| 37               | A                |                     | Golfclub Zeewolde               | Zeewolde         | ja               |                              |

## Friesland
| Nr.                 | S                | Golfbaan         | Golfclub                           | Locatie          | Golfschool       | Bijzonderheden   |
| 18 holes of meer    | 18 holes of meer | 18 holes of meer | 18 holes of meer                   | 18 holes of meer | 18 holes of meer | 18 holes of meer |
| ------------------- | ---------------- | ---------------- | ---------------------------------- | ---------------- | ---------------- | ---------------- |
| 86                  | A                |                  | Leeuwarder Golfclub De Groene Ster | Leeuwarden       |                  |                  |
| 18                  | A                |                  | Golf & Country Club Lauswolt       | Beetsterzwaag    |                  |                  |
| 124                 | A                |                  | BurgGolf St. Nicolaasga            | Sint Nicolaasga  | ja               |                  |
| Minder dan 18 holes |                  |                  |                                    |                  |                  |                  |
| 101                 | A                |                  | Golfvereniging Ameland             | Hollum (Ameland) |                  |                  |
|                     |                  |                  | Golfclub Gaasterland               | Oudemirdum       |                  |                  |
|                     |                  |                  | Golfclub De Hildenberg             | Appelscha        |                  |                  |

## Gelderland
| Nr.                 | S                | Golfbaan                | Golfclub                                   | Locatie          | Golfschool       | Bijzonderheden                     |
| 18 holes of meer    | 18 holes of meer | 18 holes of meer        | 18 holes of meer                           | 18 holes of meer | 18 holes of meer | 18 holes of meer                   |
| ------------------- | ---------------- | ----------------------- | ------------------------------------------ | ---------------- | ---------------- | ---------------------------------- |
| 78                  | A                |                         | Golfvereniging De Batouwe                  | Zoelen           |                  |                                    |
| 411                 | A                | The Dutch               |                                            | Spijk            |                  | voorheen Golfclub De Lingewaelsche |
| 62                  | A                |                         | Golfvereniging Edda Huzid                  | Voorthuizen      | ja               |                                    |
| 32                  | A                |                         | Edese Golf Club                            | Arnhem           | ja               |                                    |
| 81                  | A                |                         | Lochemse Golf & Country Club De Graafschap | Lochem           |                  |                                    |
| 136                 | A                | Golfbaan Heelsumse Veld | Golfclub Heelsum                           | Heelsum          | ja               | voorheen Golfclub De Heelsumse     |
| 41                  | A                | Het Rijk van Nijmegen   | VGC Het Rijk van Nijmegen                  | Groesbeek        | ja               |                                    |
| 53                  | A                |                         | De Verwaeyde Sandbergen                    | Nunspeet         | ja               |                                    |
| 10                  | A                |                         | Rosendaelsche Golfclub                     | Arnhem           |                  |                                    |
| 116                 | A                |                         | Golfclub De Scherpenbergh                  | Lieren           |                  |                                    |
| 103                 | A                | Golfbaan Welderen       |                                            | Elst             |                  |                                    |
| 125                 | A                |                         | Golf Club BurgGolf Wijchen                 | Wijchen          |                  |                                    |
| 96                  | A                |                         | Golfclub 't Zelle                          | Hengelo (Gld)    |                  |                                    |
| 24                  | A                |                         | Keppelse Golfclub                          | Hoog-Keppel      |                  |                                    |
| 71                  | A                | Golfbaan De Voortwisch  | Golf & Country Club Winterswijk            | Winterswijk      |                  |                                    |
| Minder dan 18 holes |                  |                         |                                            |                  |                  |                                    |
| 76                  | A                |                         | Golfclub De Breuninkhof                    | Bussloo          |                  |                                    |
| 92                  | A                |                         | Golfclub De Dorpswaard                     | Kerkdriel        |                  |                                    |
| 409                 | C                | Dutch Golf Putten       |                                            | Putten           |                  |                                    |
|                     |                  |                         | Engelenburg Golf & Country Club            | Brummen          |                  |                                    |
| 15                  | A                |                         | Hattemse Golf & Country Club               | Hattem           |                  |                                    |
| 16                  | A                |                         | Veluwse Golf Club                          | Hoog Soeren      |                  |                                    |
| 564                 | C                |                         | Wageningse Golfclub                        | Wageningen       |                  |                                    |
| Heidebaan           |                  |                         |                                            |                  |                  |                                    |
|                     |                  | Ullerberg               |                                            | Ermelo           |                  | besloten                           |

## Groningen
| Nr.                 | S                | Golfbaan         | Golfclub                              | Locatie          | Golfschool       | Bijzonderheden             |
| 18 holes of meer    | 18 holes of meer | 18 holes of meer | 18 holes of meer                      | 18 holes of meer | 18 holes of meer | 18 holes of meer           |
| ------------------- | ---------------- | ---------------- | ------------------------------------- | ---------------- | ---------------- | -------------------------- |
| 79                  | A                |                  | Golfclub De Compagnie                 | Veendam          | 2013             | Golfschool Noord Oost(ing) |
| 14                  | A                |                  | Noord-Nederlandse Golf & Country Club | Glimmen          | ja               |                            |
| Minder dan 18 holes |                  |                  |                                       |                  |                  |                            |
| 159                 | A                |                  | Golfclub Duurswold                    | Steendam         |                  |                            |

## Limburg
| Nr.                 | S                | Golfbaan                      | Golfclub                                     | Locatie          | Golfschool       | Bijzonderheden         |
| 18 holes of meer    | 18 holes of meer | 18 holes of meer              | 18 holes of meer                             | 18 holes of meer | 18 holes of meer | 18 holes of meer       |
| ------------------- | ---------------- | ----------------------------- | -------------------------------------------- | ---------------- | ---------------- | ---------------------- |
| 141                 | A                | Golfbaan Landgoed Bleijenbeek |                                              | Afferden         |                  | arch. Gerard Jol, 2005 |
| 33                  | A                |                               | Golfclub Brunssummerheide                    | Brunssum         |                  |                        |
| 40                  | A                |                               | Golf en Countryclub Crossmoor                | Weert            |                  |                        |
| 152                 | A                | Golfbaan Echt-Susteren        |                                              | Susteren         |                  |                        |
| 20                  | A                |                               | Golf & Countryclub Geijsteren                | Geijsteren       | 2012             |                        |
| 131                 | B                |                               | Golfvereniging Golfhorst                     | Horst            |                  |                        |
| 73                  | A                |                               | Golf & Country Club Herkenbosch              | Herkenbosch      | 2012             |                        |
| 44                  | A                |                               | Golf & Country Club Hoenshuis                | Voerendaal       | 2011             |                        |
| 146                 | A                |                               | Golfclub Maastricht                          | Maastricht       | ja               |                        |
| 142                 | A                |                               | Golfvereniging Het Rijk van Margraten        | Cadier en Keer   | ja               |                        |
| 100                 | A                | de Peelse Golf                |                                              | Evertsoord       |                  |                        |
| 622                 | C                |                               | Golfclub Slottermolen                        | Grubbenvorst     |                  |                        |
| 17                  | A                |                               | De Zuid Limburgse Golf & Country Club Wittem | Gulpen-Wittem    |                  |                        |
| Minder dan 18 holes |                  |                               |                                              |                  |                  |                        |
| 619                 | C                | Golfbaan Eyckenduyn           |                                              | Helden           |                  |                        |
| 610                 | C                |                               | Golfclub Meerssen                            | Bunde-Meerssen   |                  |                        |
| 794                 | D                | Golf & Recreatie Maasduinen   |                                              | Arcen            |                  |                        |
| 145                 | A                | Golf Land van Thorn           |                                              | Hunsel           |                  |                        |

## Noord-Brabant
| Nr.                 | S                | Golfbaan                 | Golfclub                                 | Locatie            | Golfschool       | Bijzonderheden                                  |
| 18 holes of meer    | 18 holes of meer | 18 holes of meer         | 18 holes of meer                         | 18 holes of meer   | 18 holes of meer | 18 holes of meer                                |
| ------------------- | ---------------- | ------------------------ | ---------------------------------------- | ------------------ | ---------------- | ----------------------------------------------- |
| 107                 | A                | Golfpark Almkreek        |                                          | Almkerk            |                  |                                                 |
| 144                 | A                |                          | Golfclub Landgoed Bergvliet              | Oosterhout         |                  |                                                 |
| 51                  | A                |                          | Best Golf & Country Club                 | Best               |                  |                                                 |
| 11                  | A                |                          | Golfclub De Dommel                       | St. Michielsgestel |                  |                                                 |
| 90                  | A                |                          | Golfclub Efteling                        | Kaatsheuvel        |                  |                                                 |
| 6                   | A                |                          | Eindhovensche Golf                       | Eindhoven          | 2013             |                                                 |
| 93                  | A                |                          | Golf Club BurgGolf Gendersteyn Veldhoven | Veldhoven          | ja               |                                                 |
| 99                  | A                |                          | Golfclub de Gulbergen                    | Mierlo             | 2013             |                                                 |
| 151                 | A                |                          | Golfclub De Haenen                       | Teteringen         | ja               | voorheen Golfclub De Suykerberg                 |
| 130                 | A                |                          | Golfclub BurgGolf Haverleij              | Engelen            | 2012             |                                                 |
| 26                  | A                |                          | Leender Golfclub Haviksoord              | Leende             |                  |                                                 |
| 129                 | A                |                          | Golfclub Midden-Brabant                  | Esbeek             |                  |                                                 |
| 60                  | A                |                          | Oosterhoutse Golf Club                   | Oosterhout         |                  |                                                 |
| 616                 | C                | Golf Parc de Pettelaar   | Golf Club Bois-le-Duc                    | 's-Hertogenbosch   |                  | 9 holes                                         |
| 80                  | A                |                          | Golfclub Princenbosch                    | Molenschot         | 2013             |                                                 |
| 97                  | A                |                          | Golf Club Prise d'Eau                    | Tilburg            | ja               |                                                 |
| 162                 | A                |                          | Golfclub Stippelberg                     | Gemert-Bakel       |                  |                                                 |
| 157                 | A                | Golfpark De Turfvaert    | Rijsbergse Golfclub De Turfvaert         | Rijsbergen         |                  |                                                 |
| 7                   | A                |                          | Noord-Brabantsche Golfclub Toxandria     | Molenschot         |                  |                                                 |
| 111                 | A                |                          | Golfclub Welschap                        | Eindhoven          | ja               |                                                 |
| 161                 | A                | Golfbaan Het Woold       | Golfvereniging Het Woold                 | Heusden            | ja               |                                                 |
| 28                  | A                |                          | Golfclub Wouwse Plantage                 | Bergen op Zoom     | ja               |                                                 |
| Minder dan 18 holes |                  |                          |                                          |                    |                  |                                                 |
| 89                  | A                |                          | Golfvereniging Albatross                 | Prinsenbeek        |                  |                                                 |
| 556                 | C                | Brabant Golf             |                                          | Rijen              |                  |                                                 |
|                     | C                |                          | Golf Club Bois le Duc                    | 's-Hertogenbosch   |                  |                                                 |
| 119                 | A                | Golfcentrum Dongen       | Golfvereniging Dongen                    | Dongen             | 2013             | voorheen Golfvereniging Vossenhole              |
|                     | C                |                          | Golfclub Goirle                          | Goirle             |                  | voorgoed gesloten                               |
|                     |                  | Akkermans Leisure & Golf | Golfvereniging De Heensche               | De Heen            |                  |                                                 |
| 83                  | A                |                          | Golfvereniging De Hooge Vorssel          | Nistelrode         | ja               | baan is opgegaan in golfbaan The Duke           |
| 104                 | A                |                          | Golfclub De Kurenpolder                  | Hank               |                  |                                                 |
| 88                  | A                |                          | Golfclub Landgoed Nieuwkerk              | Goirle             |                  |                                                 |
|                     |                  | Golfbaan Oijense Zij     |                                          | Oss                |                  | par-3 Gerard Jol                                |
| 605                 | C                |                          | MOP Golfvereniging Ons Buiten            | Vught              |                  |                                                 |
| 113                 | B                |                          | Helmondse Golfclub Overbrug              | Helmond            |                  |                                                 |
| 571                 | C                |                          | Golfclub Riel                            | Geldrop            | ja               |                                                 |
| 586                 | C                |                          | Golfclub Rosmalen                        | Rosmalen           |                  | thans genaamd Golfclub Landgoed Coudewater      |
| 25                  | A                |                          | Golfclub De Schoot                       | Sint-Oedenrode     |                  |                                                 |
| 579                 | C                |                          | Golfclub Son                             | Son                |                  |                                                 |
| 156                 | B                | Golfbaan De Stok         |                                          | Roosendaal         |                  |                                                 |
|                     |                  | Golfbaan de Swinkelsche  |                                          | Someren            |                  | 18 holes met daarbij een par 3 baan van 9 holes |
| 47                  | A                |                          | Golf & Country Club De Tongelreep        | Eindhoven          |                  |                                                 |
| 596                 | C                |                          | De Valkenswaardse Golfclub               | Valkenswaard       |                  |                                                 |
|                     |                  | Golfpark Weilenseind     | Golfclub Weilenseind                     | Gilze              |                  |                                                 |
|                     |                  | Golfbaan Overloon        |                                          | Overloon           |                  | 9 holes par 30                                  |
| 415                 | Q                | Voskens Golf             |                                          | Tilburg            |                  |                                                 |

## Noord-Holland
| Nr.                 | S                | Golfbaan                | Golfclub                      | Locatie                               | Golfschool       | Bijzonderheden                        |
| 18 holes of meer    | 18 holes of meer | 18 holes of meer        | 18 holes of meer              | 18 holes of meer                      | 18 holes of meer | 18 holes of meer                      |
| ------------------- | ---------------- | ----------------------- | ----------------------------- | ------------------------------------- | ---------------- | ------------------------------------- |
| 8                   | A                |                         | Amsterdamse Golf Club         | Amsterdam                             |                  |                                       |
| 634                 | C                |                         | Golfvereniging A.M.V.J.       | Amstelveen                            |                  |                                       |
| 153                 | A                |                         | Golfclub Dirkshorn            | Dirkshorn                             |                  |                                       |
| 416                 | Q                |                         | The International             | Nieuwe Meer                           |                  |                                       |
| 49                  | A                |                         | Haarlemmermeersche Golfclub   | Cruquius                              | ja               |                                       |
| 108                 | A                |                         | Heemskerkse Golfclub          | Heemskerk                             |                  |                                       |
| 3                   | A                |                         | Hilversumsche Golf Club       | Hilversum                             |                  |                                       |
| 110                 | A                |                         | Golfclub Houtrak              | Halfweg                               |                  |                                       |
| 517                 | C                |                         | Golfclub 't Jagerspaadje      | Hilversum                             |                  |                                       |
| 5                   | A                |                         | Kennemer Golf & Country Club  | Zandvoort                             |                  |                                       |
| 520                 | C                |                         | Golfclub Mariënweide          | Aerdenhout                            |                  |                                       |
| 400                 | Q                | Golfbaan Naarderbos     |                               | Naarden                               |                  |                                       |
| 2                   | A                |                         | Noordwijkse Golfclub          | Noordwijk                             |                  |                                       |
| 31                  | A                | Golfbaan Sluispolder    | De Noordhollandse Golfclub    | Alkmaar                               | ja               |                                       |
| 68                  | A                | Golfbaan De Hoge Dijk   | Open Golfclub Olympus         | Amsterdam Zuid-Oost Abcouderstraatweg |                  | golfbaanarchitect Joan Dudok van Heel |
| 123                 | A                |                         | Golf Club BurgGolf Purmerend  | Purmerend                             | ja               |                                       |
| 29                  | A                | Golfbaan Spaarnewoude   | Golfclub Spaarnwoude          | Velsen-Zuid                           |                  |                                       |
|                     |                  |                         | Golfvereniging Spandersbosch  | Hilversum                             | ja               |                                       |
| 74                  | A                | Golfbaan Amsterdam      | De Waterlandse Golfclub       |                                       |                  |                                       |
| 69                  | A                | Golfbaan Westwoud       | Westfriese Golfclub           | Westwoud                              |                  |                                       |
| 55                  | A                |                         | Zaanse Golf Club              | Wijdewormer                           | 2013             |                                       |
| 407                 | C                | Golfbaan de Vlietlanden | Golfclub De Vlietlanden       | Medemblik                             |                  |                                       |
| Minder dan 18 holes |                  |                         |                               |                                       |                  |                                       |
| 635                 | C                |                         | Golfclub Amstelborgh          | Amsterdam                             |                  |                                       |
|                     |                  | Golfcentrum Amsteldijk  |                               | Amstelveen                            |                  |                                       |
| 57                  | A                |                         | Golfclub Amsterdam Old Course | Amsterdam                             | 2013             |                                       |
|                     |                  |                         | Golf & Countryclub Heiloo     | Heiloo                                |                  |                                       |
|                     |                  |                         | Golfvereniging Beemster       | Middenbeemster                        |                  |                                       |
| 109                 | B                |                         | Marine Golf Club Nieuwediep   | Den Helder                            |                  |                                       |
| 82                  | A                |                         | Golfclub Ooghduyne            | Julianadorp aan Zee                   |                  |                                       |
| 547                 | C                |                         | Golfclub Ookmeer              | Amsterdam                             |                  |                                       |
| 143                 | A                |                         | Golf & Country Club Regthuys  | Winkel                                |                  |                                       |
| 572                 | C                |                         | Golfclub Sloten               | Amsterdam                             |                  |                                       |
| 160                 | A                | Golfbaan Spierdijk      | Golfclub De Koggen            | Spierdijk                             |                  |                                       |
| 114                 | B                |                         | De Texelse Golfclub           | De Cocksdorp                          |                  |                                       |
| 617                 | C                |                         | Golfclub Weesp                | Weesp                                 |                  |                                       |
|                     |                  |                         | Golfclub De Wogmeersche       | Heerhugowaard                         |                  |                                       |
|                     |                  | Golfbaan The Dunes      |                               | Zandvoort                             |                  |                                       |

## Overijssel
| Nr.                 | S                | Golfbaan                      | Golfclub                          | Locatie          | Golfschool       | Bijzonderheden   |
| 18 holes of meer    | 18 holes of meer | 18 holes of meer              | 18 holes of meer                  | 18 holes of meer | 18 holes of meer | 18 holes of meer |
| ------------------- | ---------------- | ----------------------------- | --------------------------------- | ---------------- | ---------------- | ---------------- |
| 77                  | A                |                               | Hooge Graven Golfclub Ommen       | Arriën           |                  |                  |
| 38                  | A                |                               | Golfclub de Koepel                | Wierden          |                  |                  |
| 19                  | A                |                               | Sallandsche Golfclub 'de Hoek'    | Diepenveen       |                  |                  |
| 85                  | A                | Golfbaan Het Rijk van Sybrook | Golf & Countryclub 't Sybrook     | Enschede         | ja               |                  |
| 13                  | A                |                               | Twentsche Golfclub                | Ambt Delden      | ja               |                  |
| 91                  | A                |                               | Golfclub Zwolle                   | Zwolle           |                  |                  |
| Minder dan 18 holes |                  |                               |                                   |                  |                  |                  |
| 105                 | A                |                               | Golfclub Driene                   | Hengelo          |                  |                  |
| 150                 | B                |                               | Golfclub De Lage Mors             | Delden           |                  |                  |
|                     |                  |                               | Golf & Countryclub 't Kruisselt   | De Lutte         |                  |                  |
| 540                 | C                |                               | Enschedese GC Prinses Wilhelmina  | Enschede         |                  |                  |
| 615                 | C                |                               | Haaksbergse Golfclub Het Langeloo | Haaksbergen      |                  |                  |

## Utrecht
| Nr.                 | S                | Golfbaan          | Golfclub                             | Locatie          | Golfschool       | Bijzonderheden   |
| 18 holes of meer    | 18 holes of meer | 18 holes of meer  | 18 holes of meer                     | 18 holes of meer | 18 holes of meer | 18 holes of meer |
| ------------------- | ---------------- | ----------------- | ------------------------------------ | ---------------- | ---------------- | ---------------- |
| 121                 | A                |                   | Utrechtse Golfclub Amelisweerd       | Utrecht          | ja               |                  |
| 45                  | A                |                   | Golfclub Anderstein                  | Maarsbergen      |                  |                  |
| 127                 | A                |                   | Goyer Golf & Country Club            | Eemnes           |                  |                  |
| 34                  | A                |                   | Golfclub De Hoge Kleij               | Leusden          | ja               |                  |
| 122                 | A                |                   | Golfsociëteit De Lage Vuursche       | Den Dolder       |                  |                  |
| 4                   | A                |                   | Utrechtse Golfclub De Pan            | Bosch en Duin    |                  |                  |
| 12                  | A                |                   | Golfclub De Haar                     | Vleuten          | Ja               |                  |
| 94                  | A                | Golf Park Wilnis  | Golfclub Veldzijde                   | Wilnis           |                  |                  |
| 627                 | C                |                   | Golfbaan de Kroonprins               | Vianen           |                  |                  |
| Minder dan 18 holes |                  |                   |                                      |                  |                  |                  |
| 505                 | C                |                   | Golf & Country Club de Biltse Duinen | Bilthoven        | ja               |                  |
| 591                 | C                |                   | Doornse Golf Club                    | Doorn            |                  |                  |
| 567                 | C                |                   | Gooise Golfclub                      | Loosdrecht       |                  |                  |
|                     | A                |                   | Golfclub Hoogland                    | Amersfoort       |                  |                  |
| 120                 | A                |                   | Golfclub Kromme Rijn                 | Bunnik           | ja               |                  |
| 154                 | A                |                   | Old Course Loenen                    |                  |                  |                  |
| 48                  | A                |                   | Nieuwegeinse Golfclub                | Houten           |                  |                  |
| 532                 | C                | Schaerweijde Golf | Schaerweijde Golf                    | Zeist            | ja               |                  |
| 627                 | C                |                   | Golfvereniging Soestduinen           | Soestduinen      |                  |                  |

## Zeeland
| Nr.                 | S                | Golfbaan         | Golfclub                     | Locatie          | Golfschool       | Bijzonderheden        |
| 18 holes of meer    | 18 holes of meer | 18 holes of meer | 18 holes of meer             | 18 holes of meer | 18 holes of meer | 18 holes of meer      |
| ------------------- | ---------------- | ---------------- | ---------------------------- | ---------------- | ---------------- | --------------------- |
| 98                  | A                | De Goese Golf    | Goese Golf Club              | Goes             |                  |                       |
| 58                  | A                |                  | Golfclub Grevelingenhout     | Bruinisse        |                  |                       |
| 56                  | A                | De Brugse Vaart  | Golfclub Oostburg            | Oostburg         |                  |                       |
| 50                  | A                |                  | Golfvereniging Reymerswael   | Rilland          |                  |                       |
| 43                  | A                |                  | Golfvereniging De Woeste Kop | Axel             |                  |                       |
| Minder dan 18 holes |                  |                  |                              |                  |                  |                       |
| 23                  | A                |                  | Domburgsche Golf Club        | Domburg          |                  | Plannen voor 18 holes |
|                     | A                | De Zeeuwsche     | Golfbaan De Zeeuwsche        | Middelburg       | ja               |                       |

## Zuid-Holland
| Nr.                 | S                | Golfbaan                | Golfclub                                 | Locatie                    | Golfschool       | Bijzonderheden         |
| 18 holes of meer    | 18 holes of meer | 18 holes of meer        | 18 holes of meer                         | 18 holes of meer           | 18 holes of meer | 18 holes of meer       |
| ------------------- | ---------------- | ----------------------- | ---------------------------------------- | -------------------------- | ---------------- | ---------------------- |
| 163                 | A                | Golfbaan Bentwoud       | Golfclub Bentwoud                        | Rijnwoude                  |                  |                        |
| 30                  | A                |                         | Golfclub Broekpolder                     | Vlaardingen                | 2012             |                        |
| 65                  | A                |                         | Golf & Country Club Capelle a/d IJssel   | Capelle aan den IJssel     |                  |                        |
| 66                  | A                |                         | Golfclub Cromstrijen                     | Numansdorp                 | ja               |                        |
| 401                 | A                | Golfbaan Delfland       |                                          | Schipluiden                | ja               |                        |
| 1                   | A                |                         | Koninklijke Haagsche Golf & Country Club | Wassenaar                  | ja               |                        |
| 106                 | A                | Golfbaan Hitland        | Golfclub Hitland                         | Nieuwerkerk aan den IJssel |                  |                        |
| 67                  | A                | Golfbaan De Rottebergen | Golfclub De Hooge Bergsche               | Bergschenhoek              | ja               |                        |
| 21                  | A                |                         | Golfclub Kleiburg                        | Brielle                    | ja               |                        |
| 75                  | A                |                         | Leidschendamse GV Leeuwenbergh           | Den Haag                   | 2013             |                        |
| 147                 | A                |                         | Golf & Country Club Liemeer              | Nieuwveen                  |                  |                        |
| 52                  | A                | Golfbaan Crayestein     | Golfclub De Merwelanden                  | Dordrecht                  |                  |                        |
| 27                  | A                |                         | Golfclub Oude Maas                       | Rhoon                      |                  |                        |
| 54                  | A                |                         | Rijswijkse Golfclub                      | Rijswijk                   |                  |                        |
| 35                  | A                |                         | Wassenaarse Golfclub Rozenstein          | Wassenaar                  | ja               |                        |
| 37                  | A                |                         | Golfclub Zeegersloot                     | Alphen aan den Rijn        | ja               |                        |
| 126                 | A                |                         | Golf Club BurgGolf Zoetermeer            | Zoetermeer                 | 2012             |                        |
| Minder dan 18 holes |                  |                         |                                          |                            |                  |                        |
| 507                 | C                | DSV Concordia           |                                          | Delft                      |                  |                        |
| 155                 | B                | Golfbaan Crimpenerhout  |                                          | Krimpen aan de Lek         |                  |                        |
| 510                 | C                | Golf Duinzicht          |                                          | Den Haag                   |                  |                        |
| 511                 | C                |                         | ESTEC Golf Club                          | Noordwijk                  |                  | alleen voor werknemers |
| 513                 | C                |                         | H.C.C. Groen-Geel                        | Wassenaar                  |                  |                        |
| 148                 | A                |                         | Wassenaarse Golf Groendael               | Wassenaar                  |                  |                        |
| 593                 | C                |                         | Golfclub IJsselweide                     | Gouda                      |                  |                        |
| 87                  | A                |                         | Golfclub Kagerzoom                       | Warmond                    |                  |                        |
| 518                 | C                |                         | Golfclub de Kieviten                     | Wassenaar                  |                  |                        |
| 9                   | A                | Golfbaan Kralingen      | Golfclub Kralingen                       | Rotterdam                  | 2012             |                        |
| 509                 | C                |                         | Golfclub Ockenburgh                      | Den Haag                   |                  |                        |
| 574                 | C                |                         | Oegstgeester Golfclub                    | Oegstgeest                 |                  |                        |
| 128                 | B                | Golfbaan Catharinenburg | Golfclub Roxenisse                       | Melissant                  |                  |                        |
| 149                 | A                | De Strijensche Golfclub | De Strijensche Golfclub                  | Strijen                    |                  |                        |
| 595                 | C                | Golfcentrum Noordwijk   | Golfclub De Vijf Margen                  | Noordwijk                  |                  |                        |
| 607                 | C                |                         | Voorschotense Golf Club                  | Voorschoten                |                  |                        |
|                     |                  | Golfbaan ter Specke     |                                          | Lisse                      |                  |                        |

## BES-eilanden
- Bonairean Golf Club Piedra So, Bonaire